# 塔爾瓦群島
63°48′45″N 9°25′15″E / 63.8125°N 09.4207°E

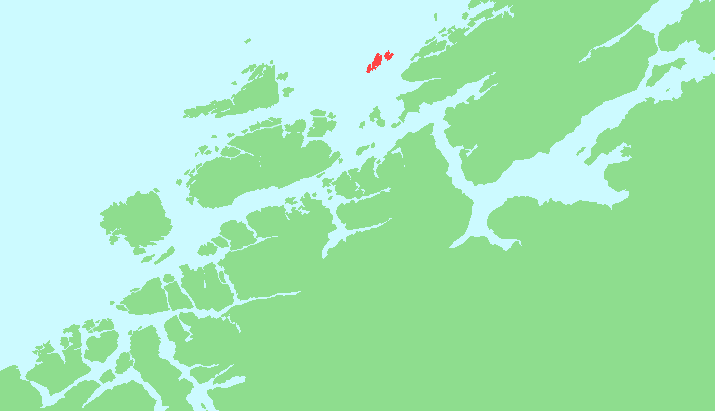

塔爾瓦群島是挪威的群島，由南特倫德拉格郡負責管轄，面積14平方公里，島上的墳場和教堂分別建於1921年和1972年，挪威空軍在西面島嶼設有一個練靶場，群島住有約15名居民。